# جورج إم. براون
جورج إم. براون (بالإنجليزية: George M. Brown)‏ هو قاضي ومحامي أمريكي، ولد في 5 مايو 1864 في مقاطعة دوغلاس في الولايات المتحدة، وتوفي في 18 يونيو 1934 في أوريغون في الولايات المتحدة.